# Kazimierz

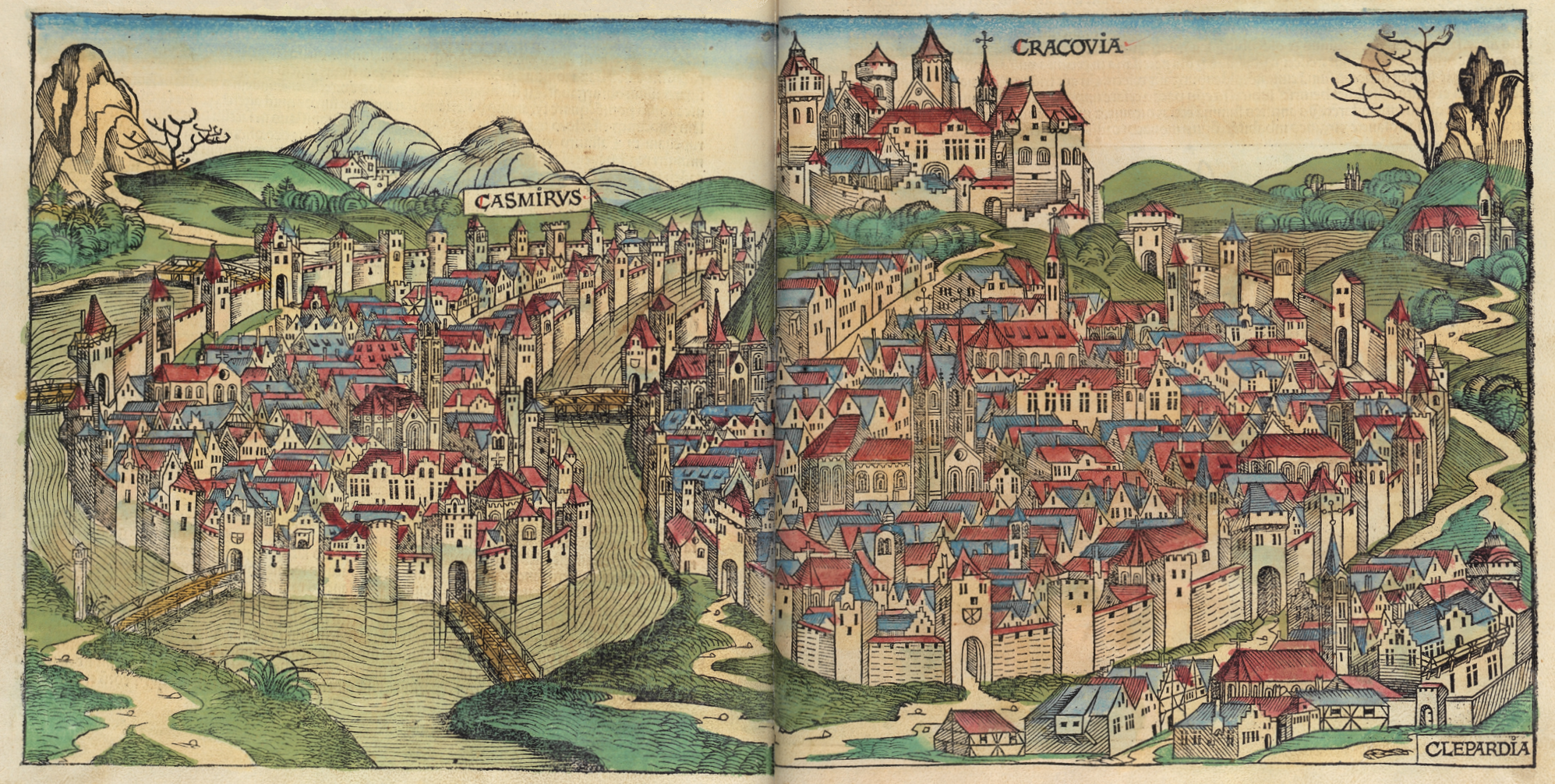
Xilogravură din 1493 despre fosta Cracovia şi Kazimier

Kazimierz este un district al Cracoviei situat la sud-est de Cetatea Wawel. Până în cel de-al Doilea Război Mondial, Holocaust, Kazimierz era locuit de evrei, la sud funcționa fabrica Press- und Emaillierwerk  a lui Oskar Schindler.

## Istoria

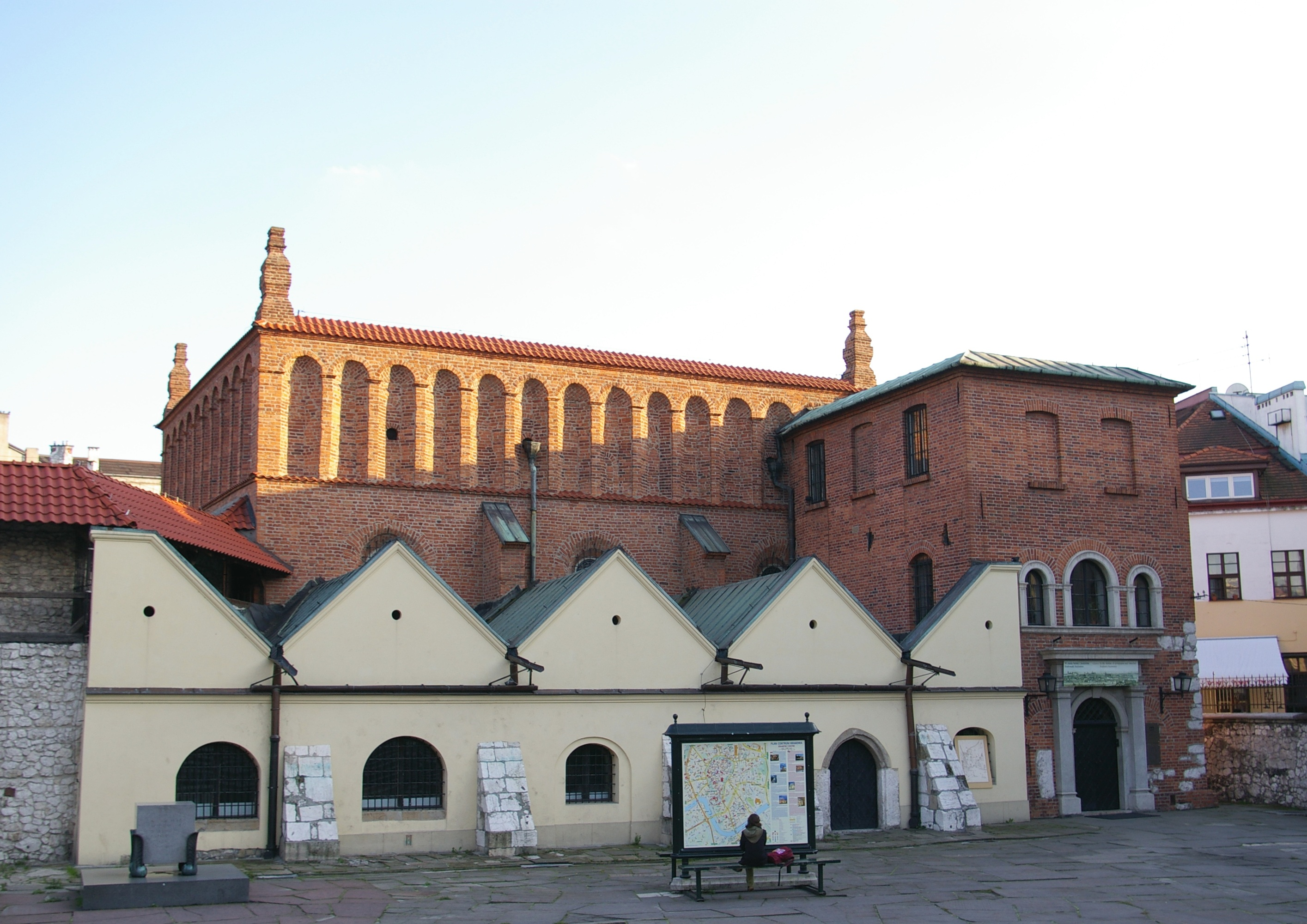
Sinagoga Veche din Cracovia, monument fortificat

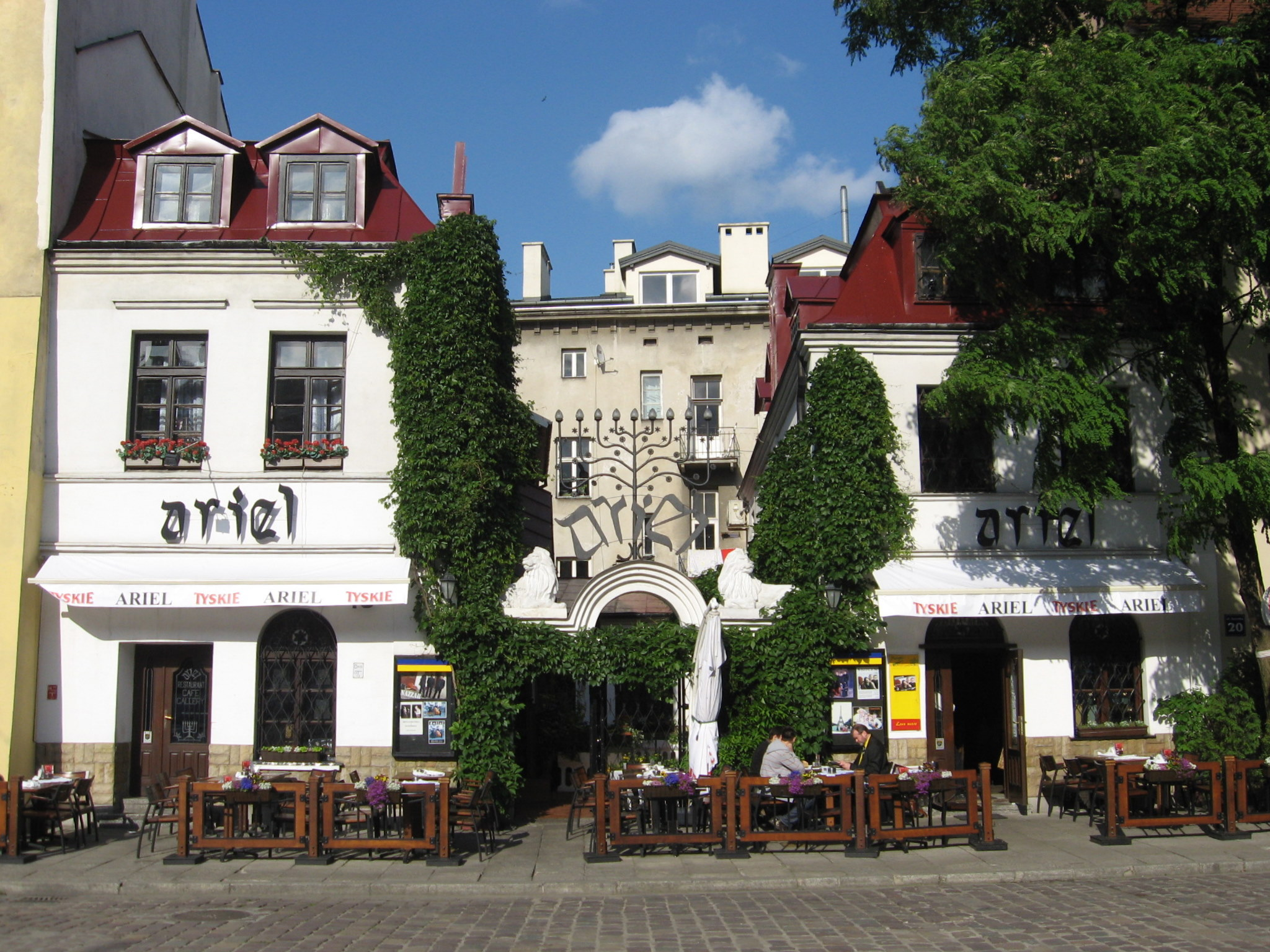
Restaurantul evreiesc Ariel de pe strada Szeroka

Suburbia a fost înființată de Cazimir cel Mare în 1335 pe o insulă de pe râul Vistula, districtul purtând și în prezent numele său.
Kazimierz mult timp a fost independent, fiind înconjurat de zid, avea multe drepturi având propria sa primărie și piață.
Cazimir cel Mare avea intenții serioase cu acest district, dorind să înființeze aici Universitatea Jagiellonă, datorită inundațiilor frecvente însă a renunțat la aceste ambiții.
În ultimul secol al secolului al XV-lea populația evreiască a Cracoviei a fost supusă multor atrocități, mulți dintre ei mutându-se în Kazimierz unde au construit sinagogă. În 1494 în Cracovia a izbucnit incendiu pentru care populația creștină îi considera vinovați pe evrei. Au urmat progromuri mai mici și mai mari și li s-a interzis evreilor să se stabilească în interiorul zidurilor cetății. Un an mai târziu datorită atacurilor creștinilor regele Ioan Albert al Poloniei a mutat populația evreiască în Kazimierz.  
De atunci localitatea a găzduit mulți meșteșugari, comercianți, artiști. Evrei locuiau în aproximativ o cincime din Kazimierz, dar formau aproximativ jumătate din populația localității. De-a lungul secolelor, această localitate a devenit un centru al intelectualilor polonez evrei, devenind centrul cultural și spiritual, în care și-au desfășurat activitatea mai mulți teologi de renume.
Dezvoltarea Kazimierz a încetinit în secolul al XVII-lea, când curtea regală s-a mutat la Varșovia, astfel încât meșteșugarii și artiștii au pierdut comenzi profitabile. În timpul războaielor cu suedezii orașul a fost jefuit de ambele părți opuse. După prăbușirea statului polonez, orașul a intrat sub stăpânirea austriacă, iar Kazimierz a devenit o suburbie fără importanță a Cracoviei.
Kazimierz la sfârșitul sec. al XVIII-lea, când autoritățile austriece au ordonat dărâmarea zidurilor cetății și-a pierdut independența și în 1791 a devenit parte a Cracoviei, care se dezvolta continuu. Populația evreiască a primit autorizația să se mute oriunde dorește, iar cei mai înstăriți s-au și mutat din Kazimierz în centrul orașului.  În Kazimierz au rămas evreii ultraconservativi. În secolul al XIX-lea s-a asanat ramura Vistulei care era între Kazimierz și oraș.
În 1941 după ocuparea orașului de către naziști germanii la sud de Kazimierz, pe malul celălalt al Vistulei au înființat un gheto în districtul Podgórze. Aici funcționa și fabrica lui Oskar Schindler, Press- und Emaillierwerk,  devenită între timp cunoscut sin filmul lui Steven Spielberg, Lista lui Schindler, care în primă fază lucra exclusiv cu forță de muncă evreiască, dar mai târziu a devenit salvarea multora. În Cracovia înainte de ocupația nazistă trăiau 68 mii de evrei dintre care doar câteva sute de persoane au supraviețuit războiului. Marea lor majoritate au pierit în lagărele de concentrare naziste.

## Kazimierz în prezent

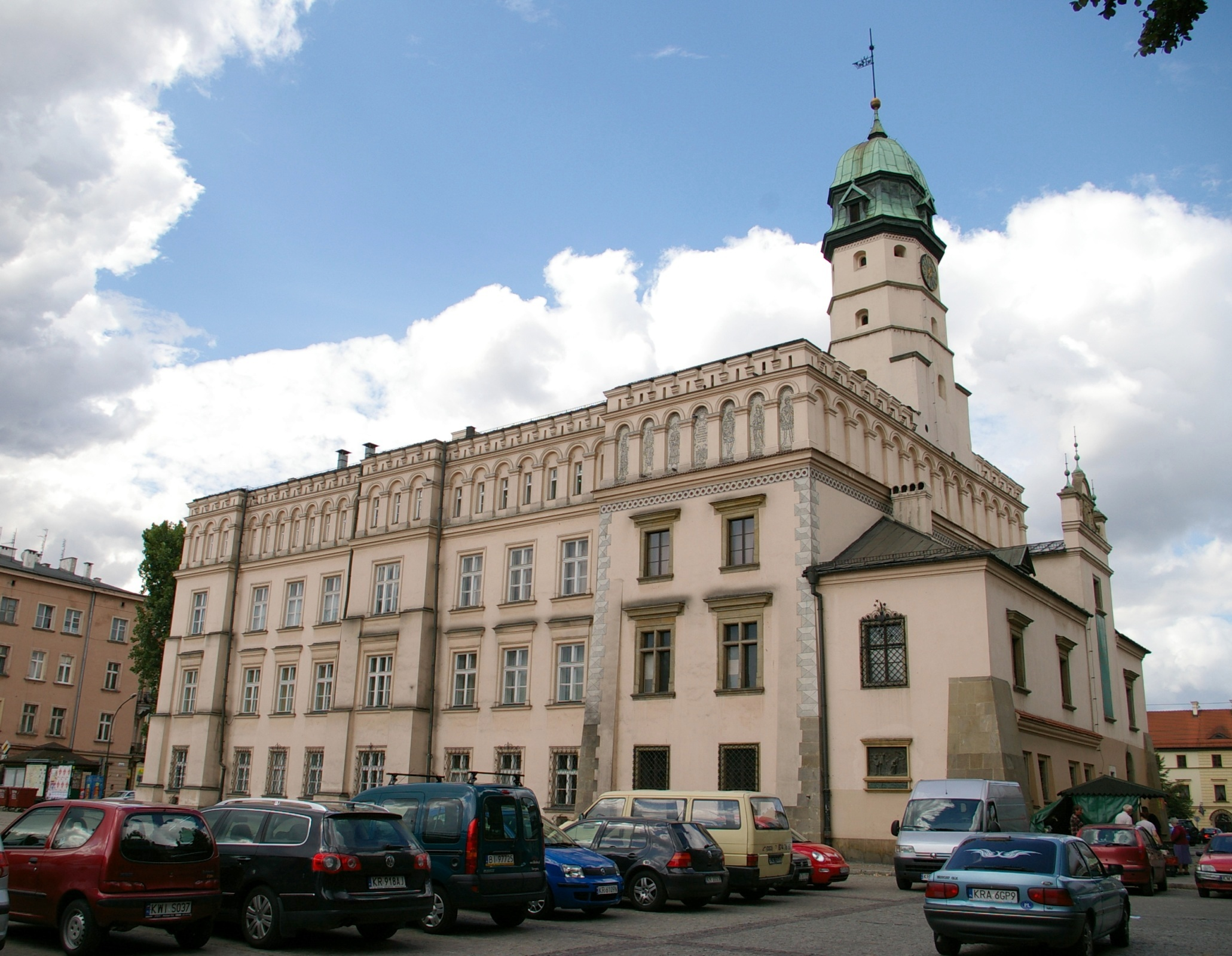
Primăria din Kazimierz, sec.al XV-lea

În război clădirile și instituțiile din district s-au deteriorat foarte grav, dar Kazimierz păstrează și azi structura sa, deoarece germanii aici intenționau să înființeze „muzeul rasei dispărute”. Din trecut s-au păstrat mai multe clădiri monument, în primul rând instituțiile religioase frumos restaurate: biserici catolice și sinagogi. În district funcționează mai multe muzee, clădirea primăriei găzduiește o colecție de etnografie, iar în depoul vechi de tramvaie turiștii pot vizita expoziția tehnică. Moștenirea evreiască din Galiția este prezentată de Muzeul evreiesc Galiția.
Kazimierz în cel de-al Doilea Război Mondial și-a pierdut populația evreiască. Districtul s-a deteriorat de-a lungul anilor, multe dintre case au devenit nelocuibile, multe dintre ele și astăzi sunt ruine. Districtul era considerat mai degrabă periculos, decât interesant. Atmosfera sa de odinioară se încearcă să se restaureze prin renovări.  În ultima vreme multe clădiri au fost renovate, sunt multe restaurante, cafenele și berării cu atmosferă deosebită, librării și galerii de artă. În acest district se găsește și Centrul Cultural Evreiesc.
Printre evenimentele proeminente din Kazimierz este Festivalul cultural evreiesc, care se organizează din 1988 anual, în luna iunie sau iulie. Scopul festivalului dincolo de distracția participanților este promovarea culturii evreiești. 
Regizorul american Steven Spielberg în 1993 a filmat filmul său, Lista lui Schindler aici, în Kazimierz, cu toate că ghetoul și fabrica lui Oskar Schindler, Press- und Emaillierwerk erau la sud de Kazimierz.

## Atracții turistice

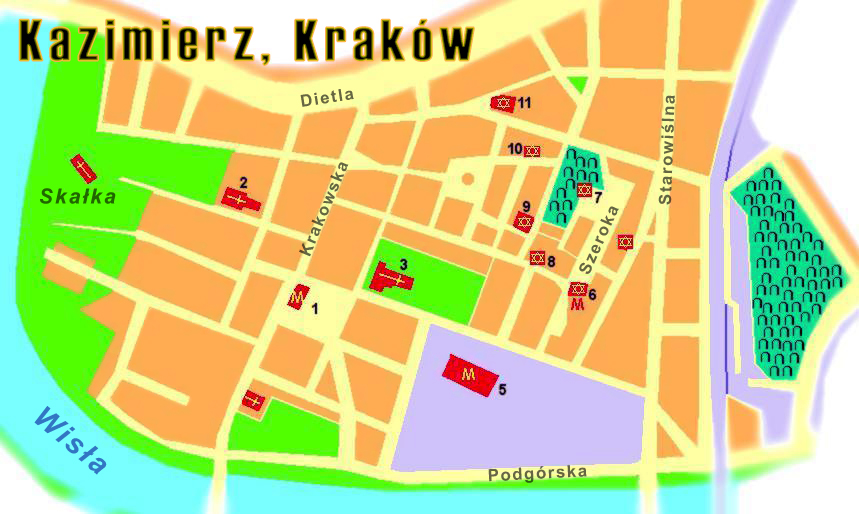
Harta districtului Kazimierz

### Partea creștină
Vezi pe hartă:
1. Piața (Wolnica) cu primăria, acum găzduiește Muzeul de Etnografie
2. Biserica Sf. Caterina
3. Biserica Corpus Christi
4. Biserică barocă (Skałka), locul martiriului Sf. Stanislau
5. Muzeul de inginerie

### Partea evreiască
6. Sinagoga veche, acum găzduiește Muzeul Evreiesc
7. Sinagoga Remuh
8. Sinagoga înaltă
9. Sinagoga Izaak
10. Sinagoga Kupa
11. Sinagoga Templul, încă activă
12. Cimitirul Remuh

## Galerie

### Biserici

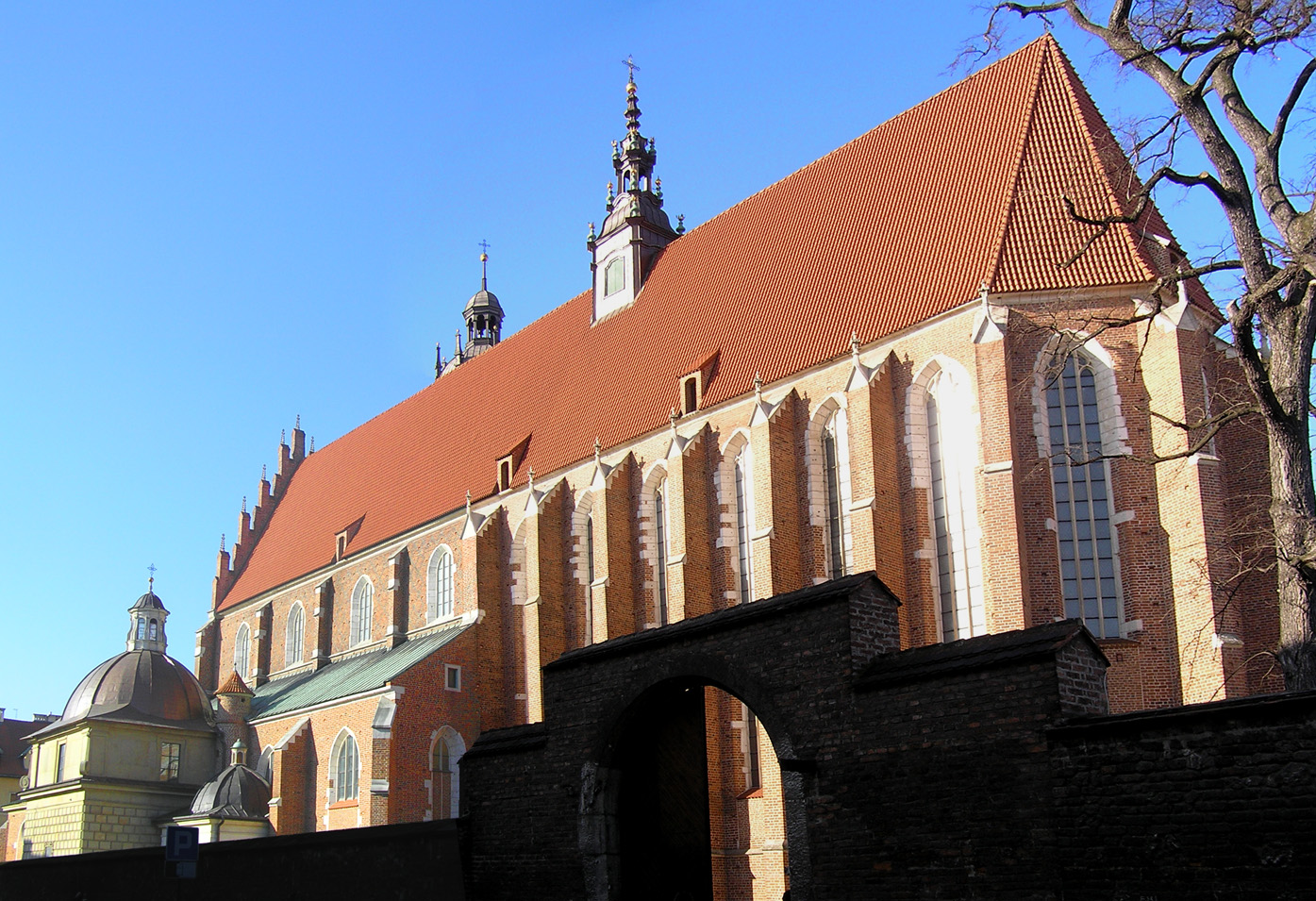
Biserica Corpus Christi, 1405
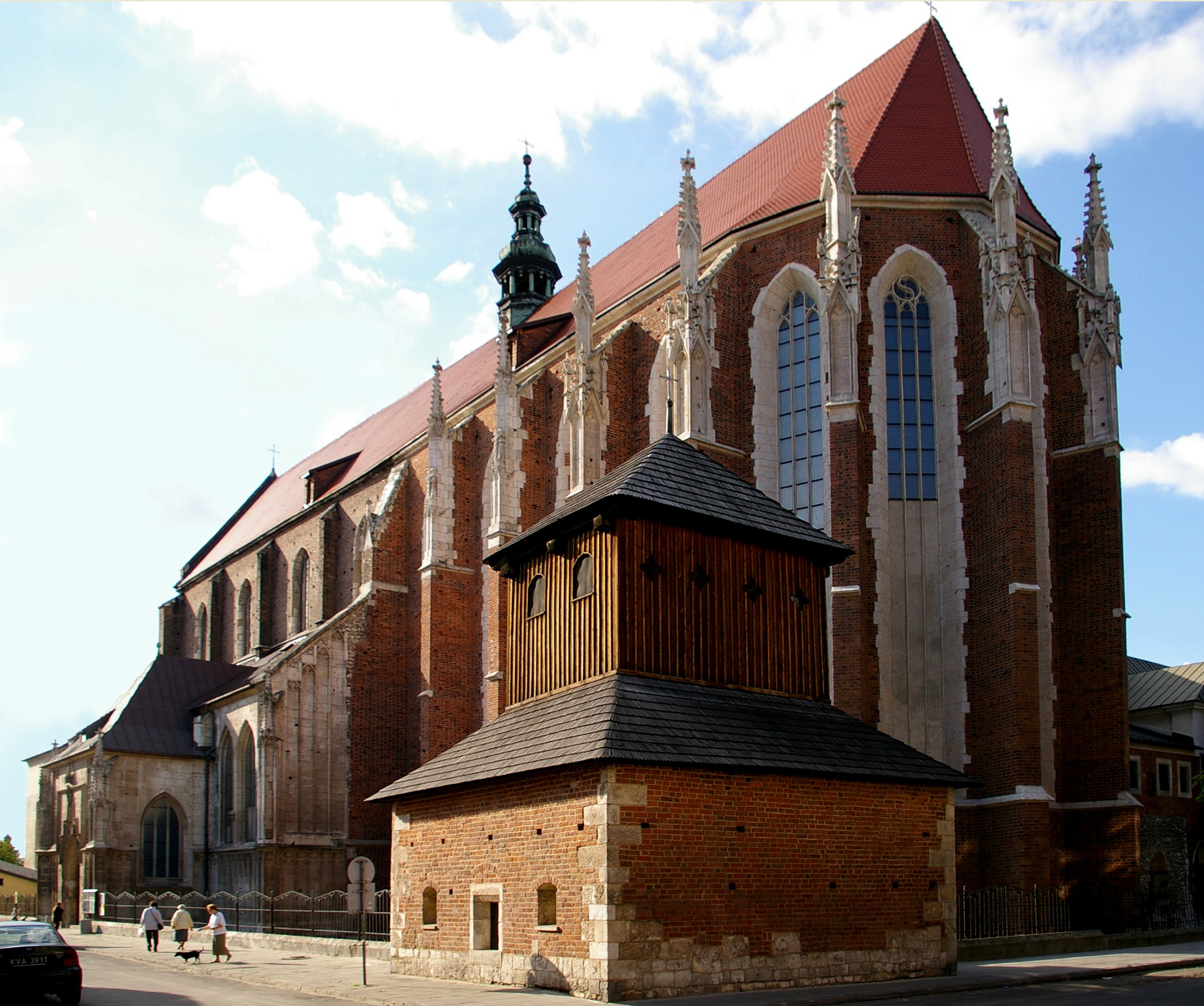
Biserica Sf. Caterina, 1426
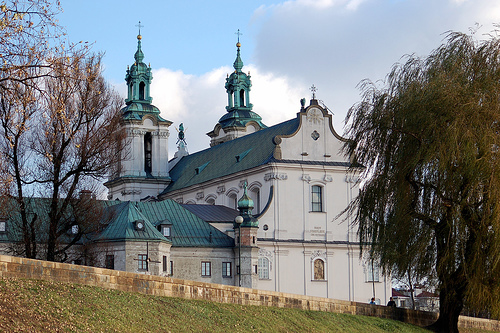
Skałka, 1751
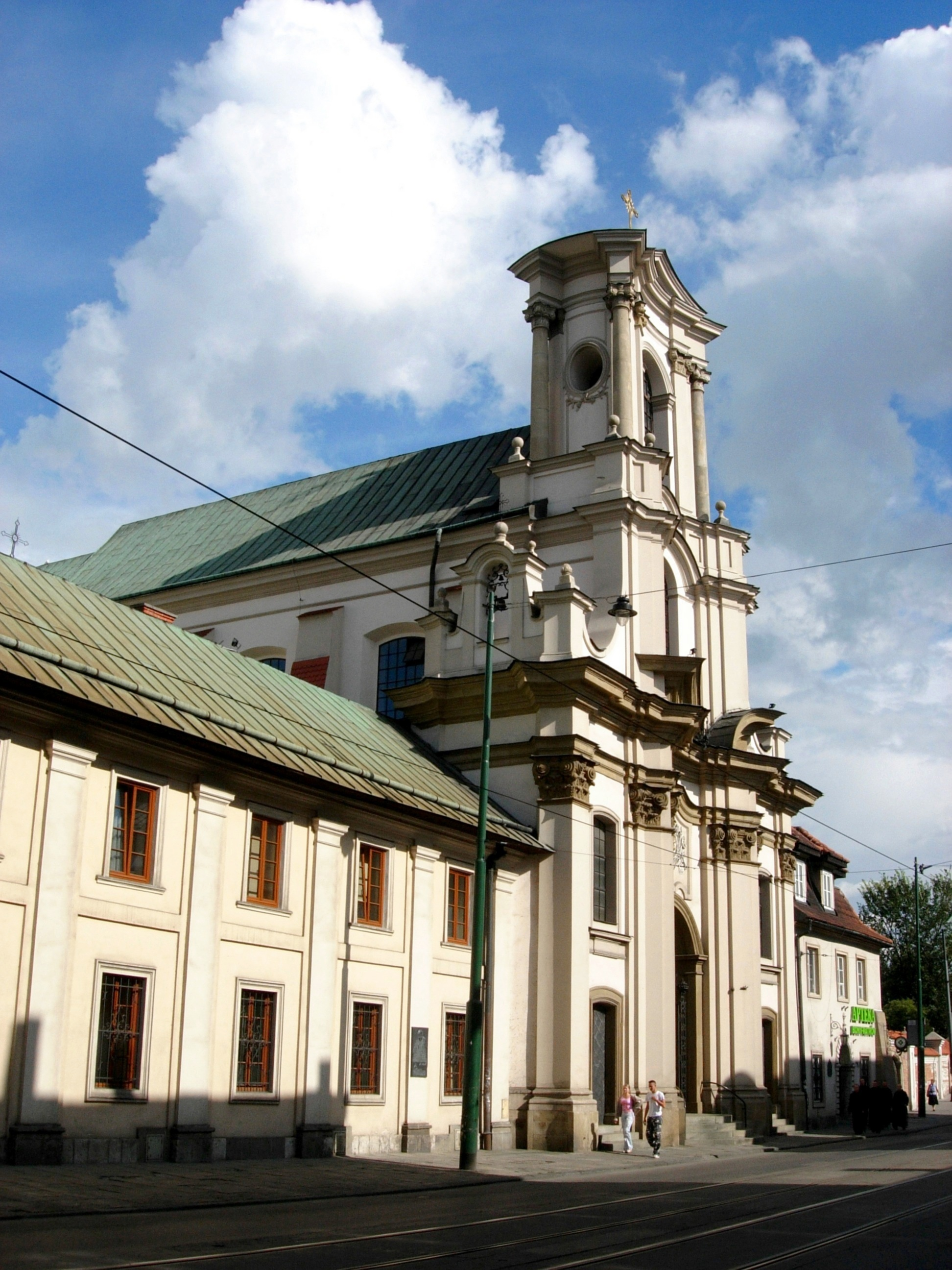
Biserica Trinitate, 1758

### Sinagogi

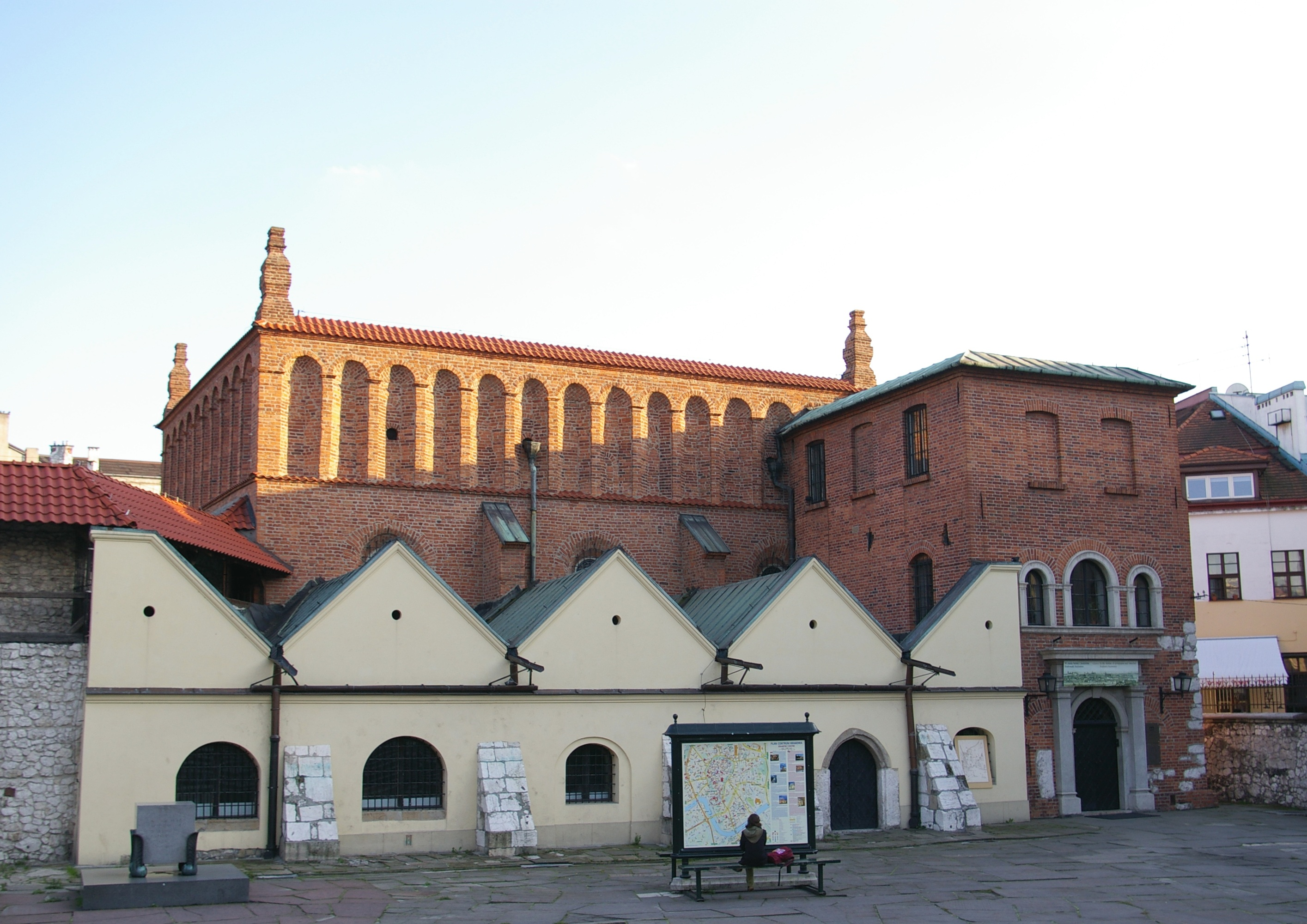
Sinagoga Veche, sec. al XV-lea
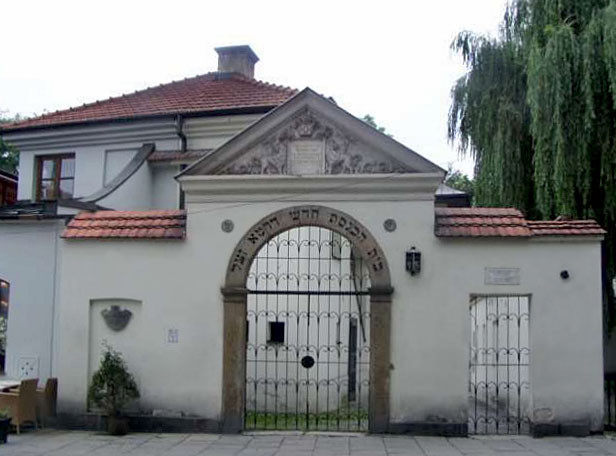
Sinagoga Remuh, 1557
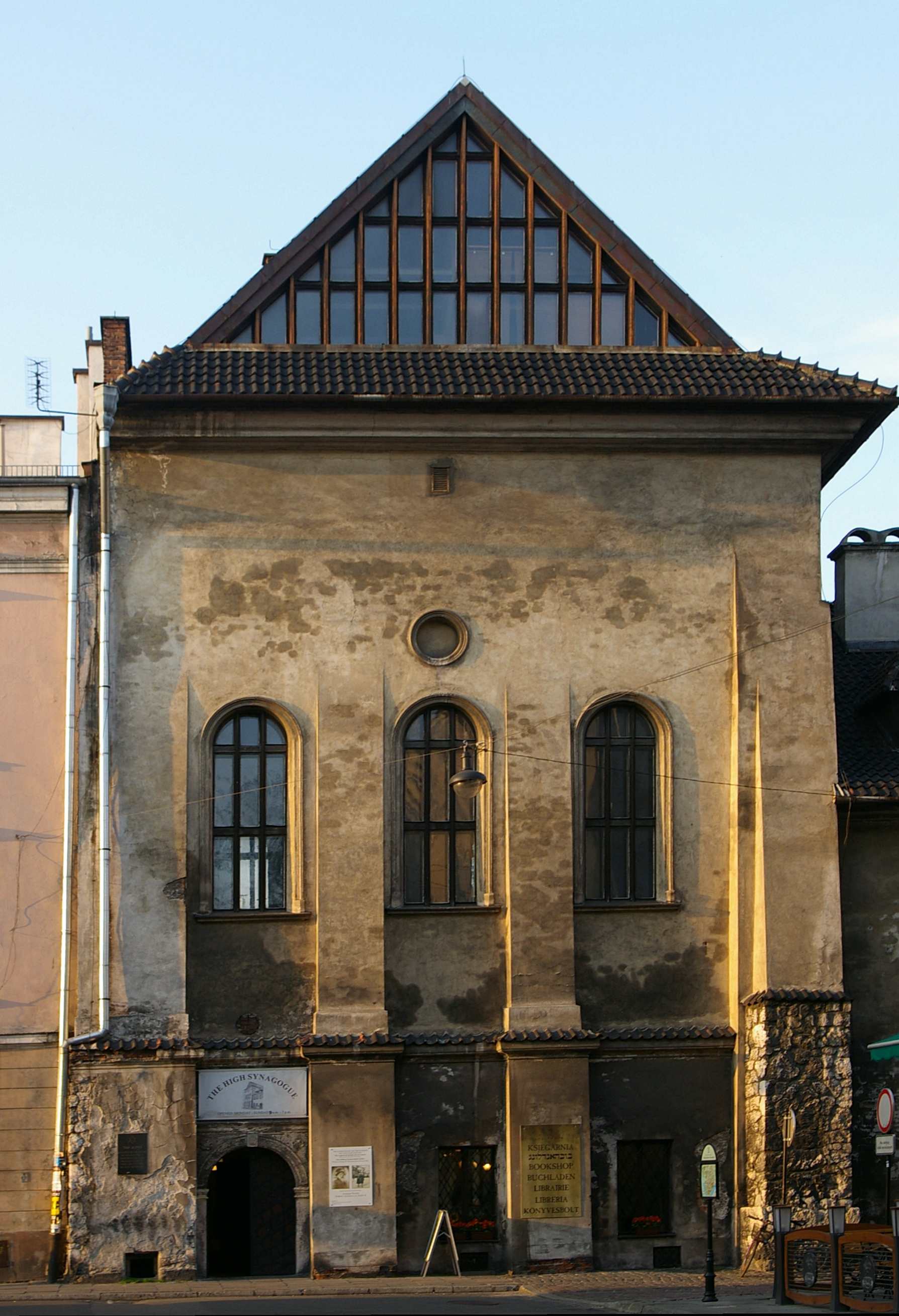
Sinagoga înaltă, 1563
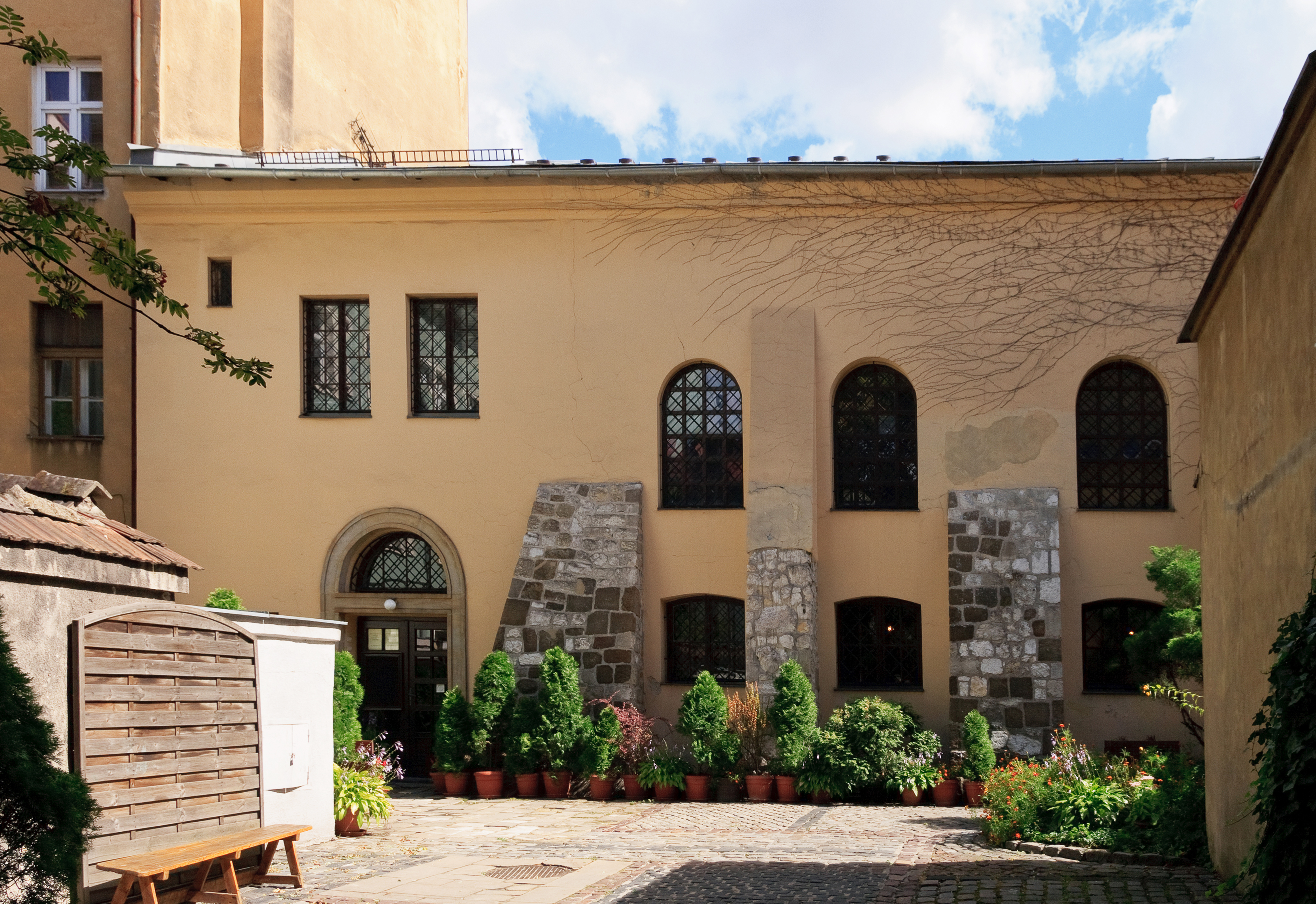
Sinagoga Popper, 1620
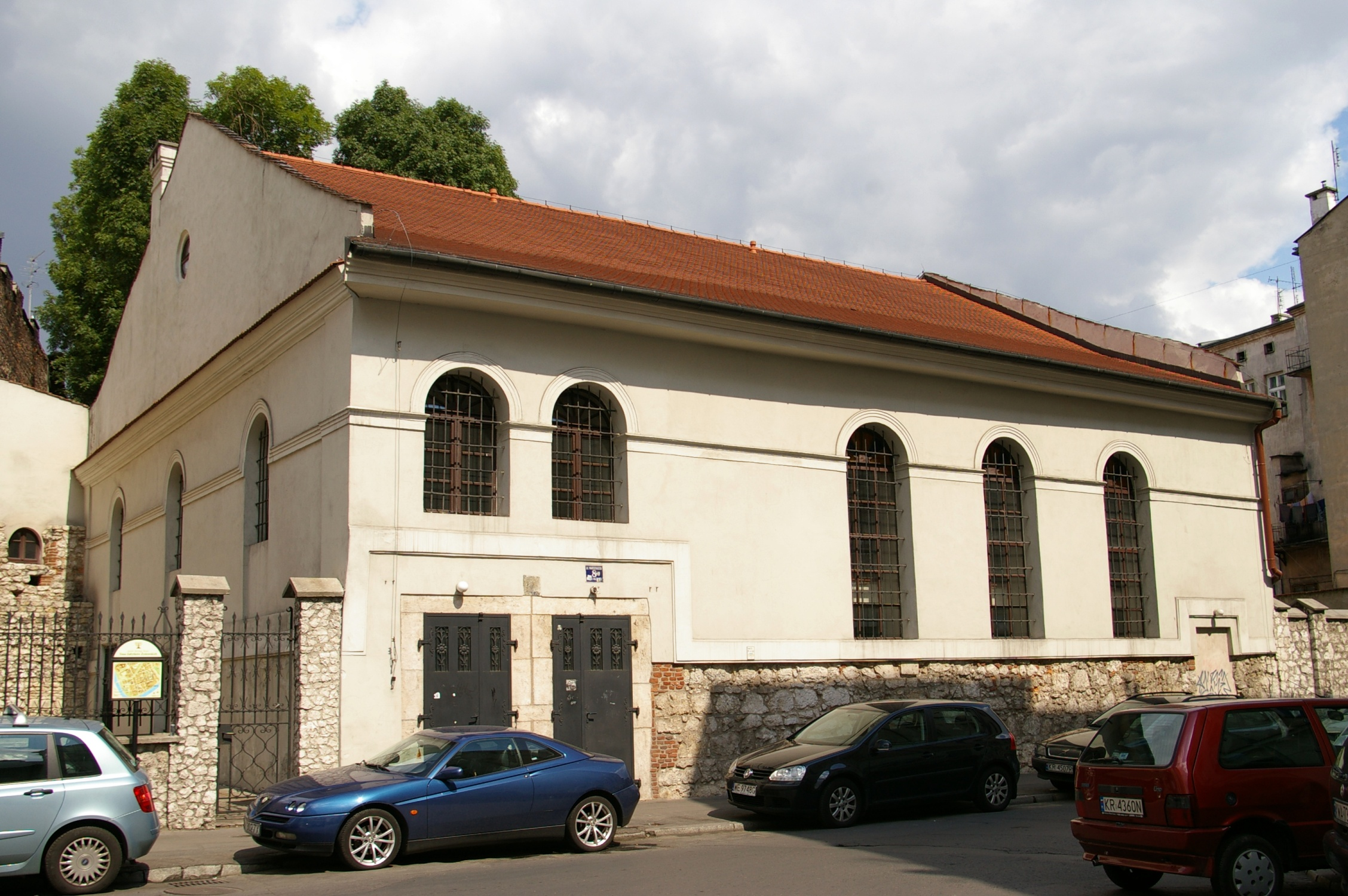
Sinagoga Kupa, 1643
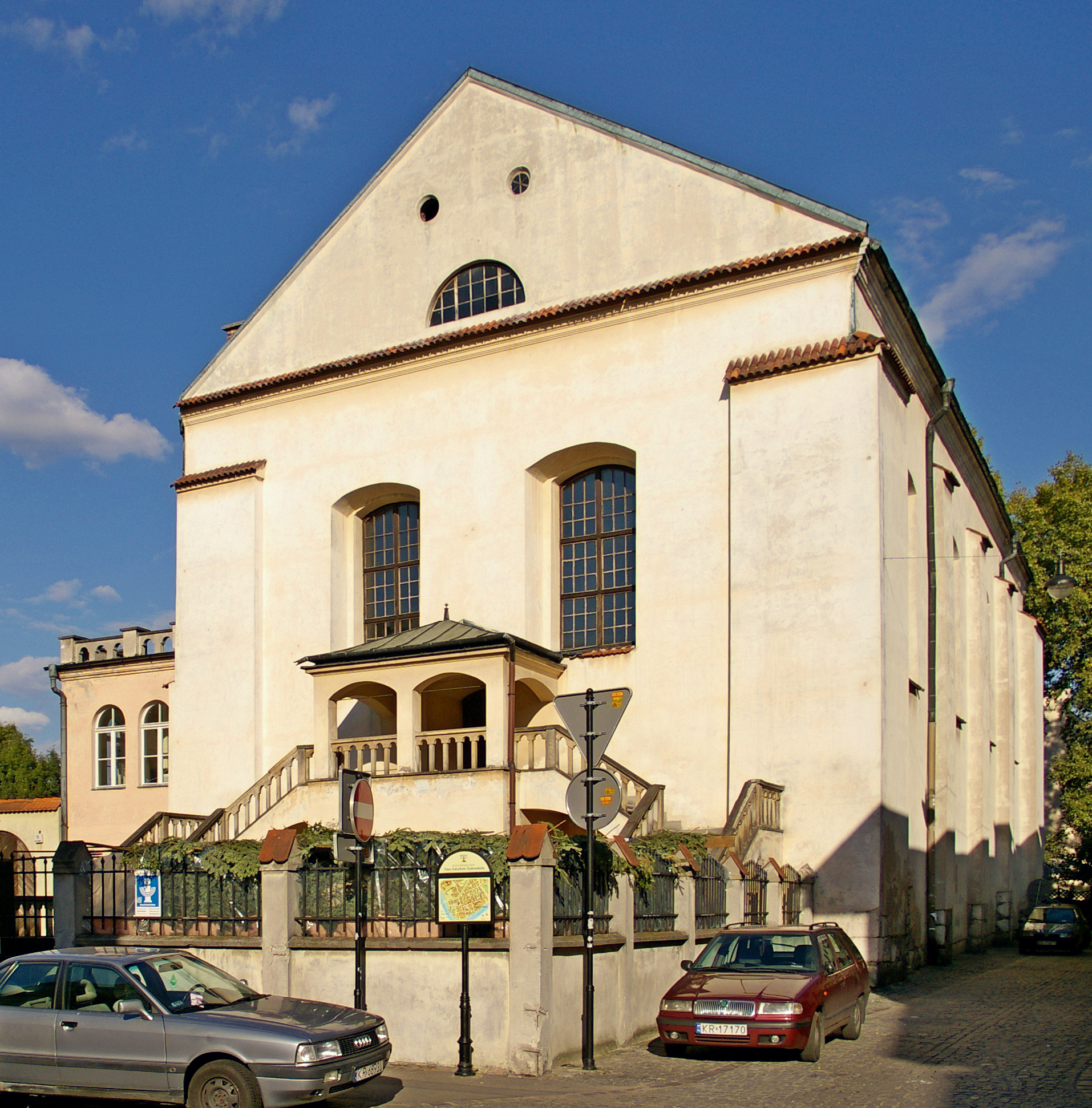
Sinagoga Izaak, 1644
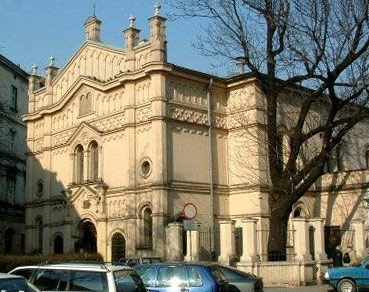
Sinagoga Templul, 1862
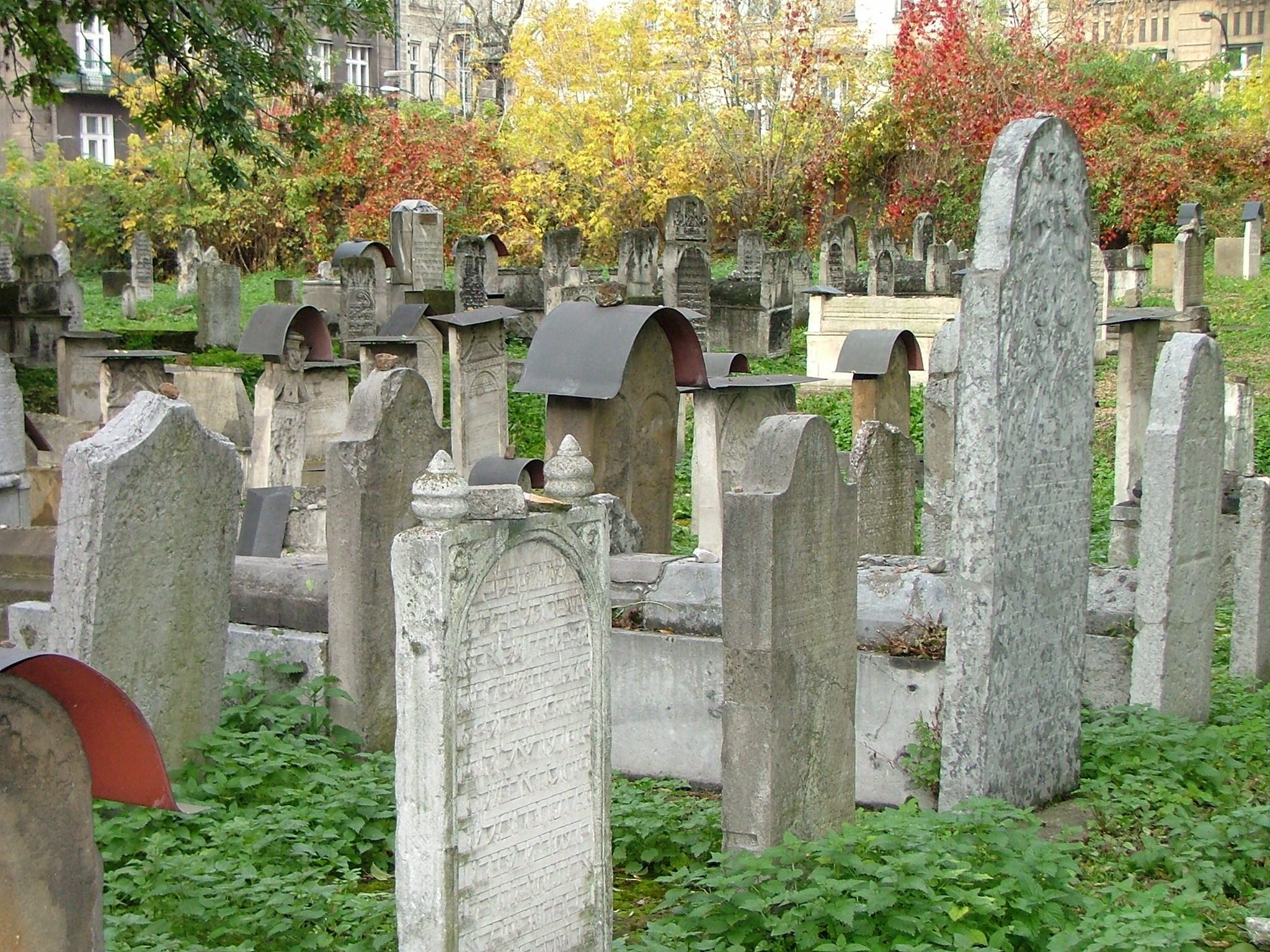
Cimitirul Remuh înfiinţat în 1535
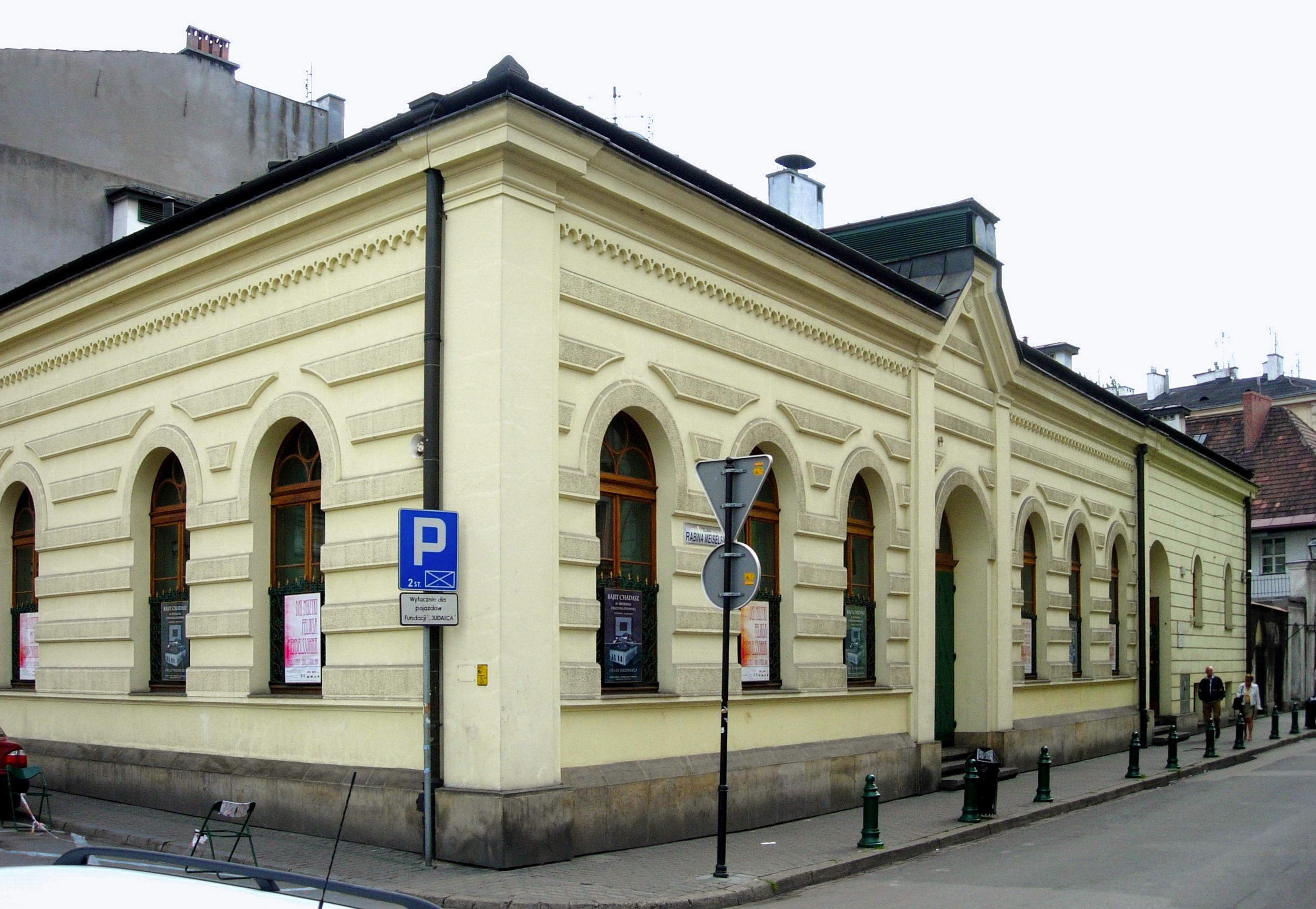
Casa de rugăciuni Bne Emuna, 1886